# Wioślarstwo na Letnich Igrzyskach Olimpijskich 1920 – dwójka podwójna mężczyzn
Wyścig dwójek podwójnych mężczyzn była jedną z konkurencji wioślarskich na Letnich Igrzyskach Olimpijskich 1920. Zawody odbyły się w dniach 27–29 sierpnia. W zawodach uczestniczyło 10 zawodników z 5 państw.

## Wyniki

### Półfinały
| Półfinał 1 | Półfinał 1                      | Półfinał 1 | Półfinał 1 |
| Miejsce    | Zawodnik                        | Czas       | Kwal.      |
| ---------- | ------------------------------- | ---------- | ---------- |
| 1          | Erminio Dones, Pietro Annoni    | 7:25,4     | Q          |
| 2          | Ernest Sadzawka, Georges Léonet | 7:34,4     |            |
| Półfinał 2 |                                 |            |            |
| Miejsce    | Zawodnik                        | Czas       | Kwal.      |
| 1          | Alfred Plé, Gaston Giran        | 7:26,0     | Q          |
| Półfinał 3 |                                 |            |            |
| Miejsce    | Zawodnik                        | Czas       | Kwal.      |
| 1          | John B. Kelly, Paul Costello    | 7:16,8     | Q          |
| 2          | Bastiaan Veth, Koos de Haas     | 7:24,8     |            |

### Finał
| Finał | Finał                        | Finał  |
| ----- | ---------------------------- | ------ |
|       | John B. Kelly, Paul Costello | 7:09,0 |
|       | Erminio Dones, Pietro Annoni | 7:19,0 |
|       | Alfred Plé, Gaston Giran     | 7:21,0 |